# 埃爾比切尼鄉
47°16′N 27°14′E / 47.267°N 27.233°E
埃爾比切尼鄉（羅馬尼亞語：Comuna Erbiceni, Iași），是羅馬尼亞的鄉份，位於該國東北部，由雅西縣負責管轄，面積80平方公里，海拔高度73米，2007年人口5,743，人口密度每平方公里72人。